# Satz von Menger
Der Satz von Menger ist eines der klassischen Ergebnisse der Graphentheorie. Er wurde von 1927 von Karl Menger bewiesen und stellt einen Zusammenhang zwischen der Anzahl disjunkter Wege und der Größe von Trennern in einem Graphen her. Insbesondere die globale Variante des Satzes trifft auch Aussagen über den k-Zusammenhang und den Kantenzusammenhang eines Graphen. Der Satz ist eine Verallgemeinerung des Satzes von König (1916), wonach in bipartiten Graphen die Paarungszahl der Knotenüberdeckungszahl entspricht.
Er lässt sich wie der Satz von König auch auf unendliche Graphen übertragen (Ron Aharoni, Eli Berger 2009).

## Lokale Version
Ist {\displaystyle G=(V,E)} ein ungerichteter Graph und sind {\displaystyle A} und {\displaystyle B} Teilmengen von {\displaystyle V}, so ist die kleinste Mächtigkeit einer {\displaystyle A} von {\displaystyle B} trennenden Knotenmenge gleich der größten Mächtigkeit einer Menge disjunkter {\displaystyle A}-{\displaystyle B}-Wege.

## Fächersatz
Nimmt man die Menge {\displaystyle A} als einelementig an, so folgt sofort der sogenannte Fächersatz: Ist {\displaystyle B} eine Teilmenge von {\displaystyle V} und {\displaystyle a} ein Element von {\displaystyle V\setminus B}, so ist die kleinste Mächtigkeit einer {\displaystyle a} von {\displaystyle B} trennenden Teilmenge {\displaystyle X\subset V\setminus \{a\}} gleich der größten Mächtigkeit eines {\displaystyle a}-{\displaystyle B}-Fächers.

## Globale Version
Mit der Definition des Kantenzusammenhangs und des k-Zusammenhangs folgt dann die globale Version:
1. {\displaystyle G} ist genau dann {\displaystyle k}-zusammenhängend, wenn {\displaystyle G} zwischen je zwei Knoten {\displaystyle k} disjunkte Wege enthält.
2. {\displaystyle G} ist genau dann {\displaystyle k}-fach kantenzusammenhängend, wenn {\displaystyle G} zwischen je zwei Knoten {\displaystyle k} kantendisjunkte Wege enthält.

## Alternative Formulierung
Gelegentlich findet man den Satz in der Literatur auch in einer der folgenden Formulierungen:
Sind {\displaystyle a} und {\displaystyle b} zwei verschiedene Knoten von {\displaystyle G}, so gilt:
1. Sind {\displaystyle a} und {\displaystyle b} nicht benachbart, so ist die kleinste Mächtigkeit einer {\displaystyle a} von {\displaystyle b} trennenden Teilmenge von {\displaystyle V\setminus \{a,b\}} gleich der größten Mächtigkeit einer Menge disjunkter {\displaystyle a}-{\displaystyle b}-Wege in {\displaystyle G}.
2. Die kleinste Mächtigkeit einer {\displaystyle a} von {\displaystyle b} trennenden Kantenmenge {\displaystyle Y\subset E} ist gleich der größten Mächtigkeit einer Menge kantendisjunkter {\displaystyle a}-{\displaystyle b}-Wege in {\displaystyle G}.

## Verwendung
Der Satz von Menger wird häufig als alternative Definition der Begriffe Kantenzusammenhang sowie k-Zusammenhang genutzt. Des Weiteren gibt es eine Verallgemeinerung des Satzes, das Max-Flow-Min-Cut-Theorem, das eine zentrale Rolle in der Theorie der Flüsse und Schnitte in Netzwerken spielt.